# فاليري ريومين
فاليري فيكتوروفيتش ريومين (بالروسية: Валерий Викторович Рюмин؛ ولد في 16 أغسطس 1939 في كومسومولسك أون أمور) رائد فضاء سوفيتي، مهندس طيران للمركبة الفضائية سويوز-25 ، سويوز-32 (سويوز-34) سويوز-35 (سويوز-37 ") و محطة ساليوت -6 المدارية، أخصائي طيران في المكوك ديسكفري (STS-91)، رائد فضاء طيار في الاتحاد السوفيتي رقم 41، بطل الاتحاد السوفيتي مرتين.